# Missy-lès-Pierrepont
Missy-lès-Pierrepont ist eine französische Gemeinde mit 106 Einwohnern (Stand 1. Januar 2022) im Département Aisne in der Region Hauts-de-France (vor 2016 Picardie). Sie gehört zum Arrondissement Laon, zum Kanton Villeneuve-sur-Aisne und zum Gemeindeverband Champagne Picarde.

## Geografie
Die Gemeinde Missy-lès-Pierrepont liegt südwestlich der Landschaft Thiérache am Flüsschen Buze, einem Nebenfluss der Souche, zehn Kilometer nordöstlich von Laon. Das östliche Drittel des Gemeindegebietes nimmt ein Sumpf zwischen Buze und Souche ein. Umgeben wird Missy-lès-Pierrepont von den Nachbargemeinden Pierrepont im Norden und Nordosten, Liesse-Notre-Dame im Osten, Gizy im Süden und Westen sowie Grandlup-et-Fay im Nordwesten.

## Bevölkerungsentwicklung
| Jahr                       | 1962 | 1968 | 1975 | 1982 | 1990 | 1999 | 2006 | 2013 | 2022 |
| Einwohner                  | 161  | 161  | 120  | 116  | 89   | 95   | 100  | 107  | 106  |
| Quellen: Cassini und INSEE |      |      |      |      |      |      |      |      |      |

## Sehenswürdigkeiten

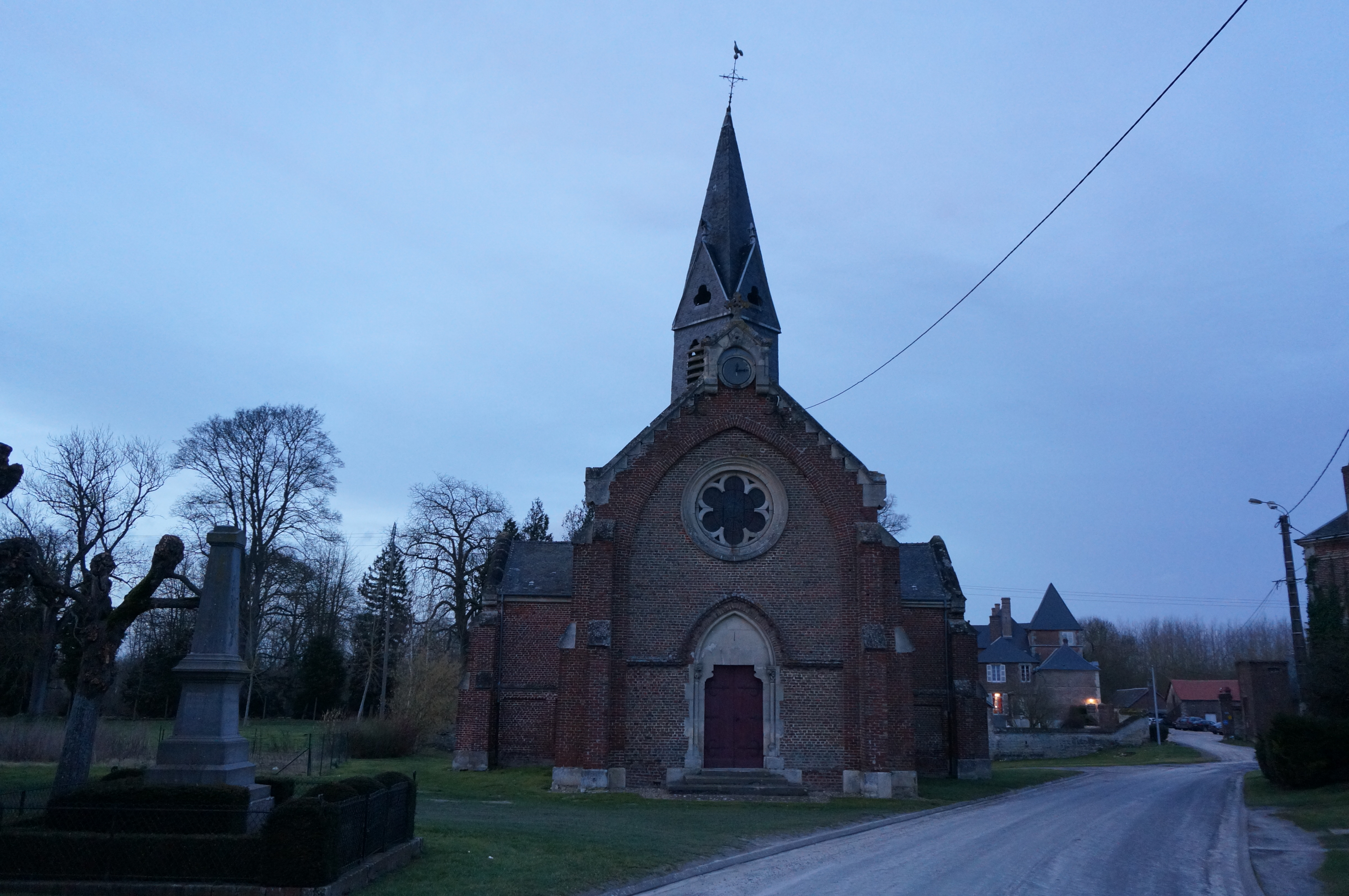
Kirche Saint-Martin
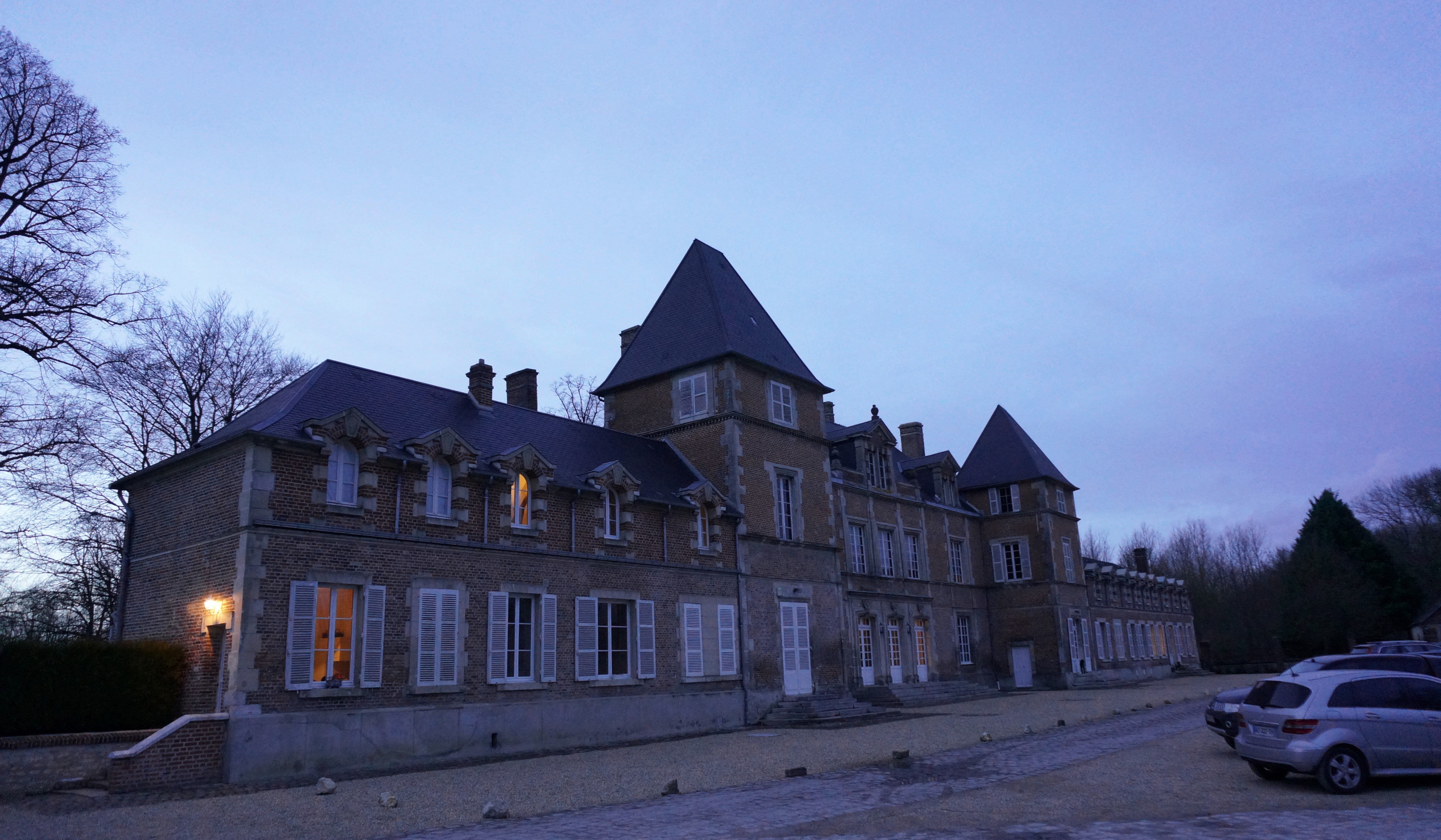
Schloss Missy

- Kirche Saint-Martin
- Schloss Missy